# Prytaneja
Prytaneja – okres sprawowania czynności przez ⅒ Rady w Atenach. Wynosił on ⅒ roku, tzn. 35 lub 36 dni, a w latach przestępnych 38 lub 39 dni.